# Симфонический оркестр Мюнхенского радио
Симфонический оркестр Мюнхенского радио (нем. Münchner Rundfunkorchester) — немецкий симфонический оркестр, радиоансамбль, базирующийся в Мюнхене.
Основан в 1952 году как второй радиоансамбль Баварского радио (при уже имевшемся Симфоническом оркестре Баварского радио) для исполнения преимущественно лёгкой музыки, в том числе оперетты. В дальнейшем оркестр также много участвовал в концертных и радиоисполнениях опер, особенно итальянских. Среди певцов, выступавших с оркестром, были Лучано Паваротти и Эдита Груберова, а Пласидо Доминго в 1986 году выступил с оркестром в качестве дирижёра; в 2013 году Доминго и Анна Нетребко солировали в концертном исполнении оперы Джузеппе Верди «Жанна д’Арк» на Зальцбургском фестивале. В то же время к числу достижений оркестра относится концертная серия «Paradisi gloria», посвящённая сакральной музыке XX—XXI веков.

## Музыкальные руководители
- Вернер Шмидт-Бёльке (1952—1967)
- Курт Айххорн (1967—1975)
- Хайнц Вальберг (1975—1981)
- Ламберто Гарделли (1982—1985)
- Джузеппе Патане (1988—1989)
- Роберто Аббадо (1992—1998)
- Марчелло Виотти (1998—2005)
- Ульф Ширмер (2006—2017)
- Иван Репушич (с 2017 г.)